# Calle de Carnicerías
La calle de Carnicerías es una vía pública de la ciudad española de Talavera de la Reina.

## Historia
El origen de la calle ha sido tentativamente situado en un momento posterior a la primera conquista cristiana de la ciudad. Con la creación de la plaza del Reloj (originalmente plaza del Comercio), se configuró como una de las arterias radiales que salían de dicho espacio. Ha sido una calle de importancia singular para el comercio ambulante.
Junto a la calle, que formaba parte del perímetro del casco antiguo de la primitiva población, se levanta parte de las Murallas de Talavera de la Reina. Incorpora también la llamada «Puerta de Sevilla», erigida en 1579. A finales del siglo xix se tiraron algunos soportales característicos de su acera. Denominada como calle del Cuerno en 1888 —durante la Restauración borbónica)— se renombró oficialmente como calle de Sevilla (por tanto llamándose de la misma manera que la calle que entonces la prolongaba en su último tramo) llegó a denominarse como calle de Ángel García Hernández durante la Segunda República.
El 3 de septiembre de 1936, durante la guerra civil española, cuando la ciudad era aún conocida como Talavera del Tajo, las huestes del bando sublevado comandadas por el teniente coronel Juan Yagüe llevaron a cabo tras entrar en la ciudad una matanza de talaveranos republicanos en la calle, entonces una de las más céntricas de Talavera. Fue renombrada en la dictadura franquista (tras un breve lapso como calle de Carnicerías) como calle de José Antonio Primo de Rivera. En 1979 recuperó su denominación tradicional.